# Centro Educativo Recreativo Associação Atlética São Mateus
Il Centro Educativo Recreativo Associação Atlética São Mateus, noto anche semplicemente come São Mateus, è una società calcistica brasiliana con sede nella città di São Mateus, nello stato dell'Espírito Santo.

## Storia
Il club è stato fondato il 13 dicembre 1963. Il São Mateus ha vinto il Campeonato Capixaba Série B nel 1987 e nel 2008 e il Campionato Capixaba nel 2009. Il club ha partecipato al Campeonato Brasileiro Série C nel 1995, dove è stato eliminato alla prima fase. Ha partecipato alla Coppa del Brasile nel 2010, dove è stato eliminato al primo turno dal Remo. Il club ha vinto di nuovo il Campionato Capixaba nel 2011.

## Palmarès

### Competizioni statali
- Campionato Capixaba: 2

2009, 2011
- Campeonato Capixaba Série B: 3

1987, 2008, 2019

### Altri piazzamenti
- Campionato Capixaba:

Terzo posto: 2014
- Copa Centro-Oeste:

Semifinalista: 2000